# Hemistola ereuthopeza
Hemistola ereuthopeza är en fjärilsart som beskrevs av Louis Beethoven Prout. Hemistola ereuthopeza ingår i släktet Hemistola och familjen mätare. Inga underarter finns listade i Catalogue of Life.